# Joey Lauren Adams

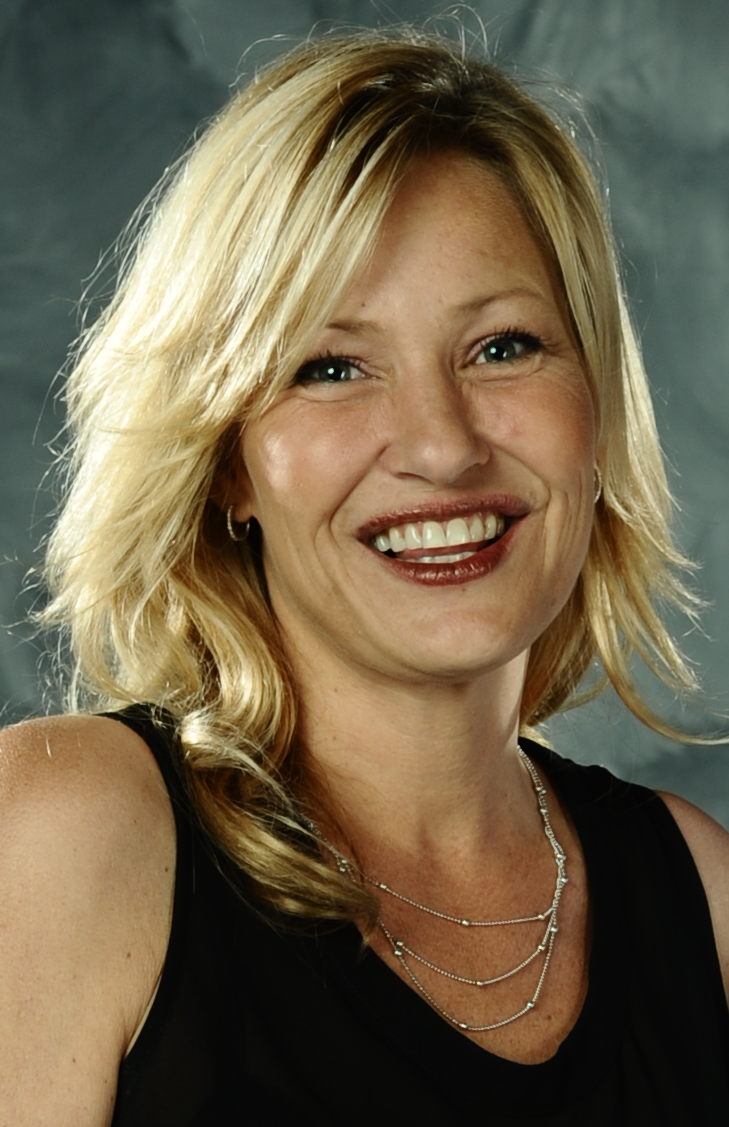
Joey Lauren Adams (2015)

Joey Lauren Adams (* 9. Januar 1968 in North Little Rock, Arkansas) ist eine US-amerikanische Schauspielerin.

## Leben und Leistungen
Nachdem sie als 8-Jährige ihr Filmdebüt in Exorzist II – Der Ketzer gefeiert hatte, war sie erst wieder Anfang der 1990er Jahre in einigen Fernsehserien zu sehen. Neben mehreren Auftritten in Eine schrecklich nette Familie zwischen 1991 und 1993 war sie auch in Top of the Heap (1991) und Verducci und Sohn (Vinnie & Bobby, 1992) zu sehen.
Anschließend drehte sie mit Richard Linklater den Film Confusion – Sommer der Ausgeflippten. Dort traf sie Ben Affleck, der sie mit seinem Kumpel Kevin Smith bekannt machte, in dessen Filmen sie seitdem regelmäßig auftrat. In der Komödie Chasing Amy (1997) spielte sie neben Affleck und Jason Lee die weibliche Hauptrolle. Für ihren Part der „Alyssa Jones“ wurde sie 1998 für den Golden Globe und den MTV Movie Award (in zwei Kategorien) nominiert und gewann zudem den Chicago Film Critics Association Award und den Las Vegas Film Critics Society Award.
Sie spielte in der Komödie Big Daddy (1999) neben Adam Sandler eine der Hauptrollen, für die sie im Jahr 2000 für den Blockbuster Entertainment Award nominiert wurde. Nachdem sie bereits 1998 mit Vince Vaughn in Kein Vater von Gestern zu sehen war, arbeiteten sie 2006 für die Komödie Trennung mit Hindernissen wieder zusammen. Eine weitere Hauptrolle übernahm Jennifer Aniston.
Im Jahr 2006 feierte Adams ihr Regiedebüt mit dem Film Come Early Morning – Der Weg zu mir, für den sie auch das Drehbuch verfasste. Die Hauptrollen übernahmen Ashley Judd und Diane Ladd. Adams gewann hierfür den Dorothy Arzner Directors Award und wurde für den Grand Jury Prize des Sundance Film Festivals nominiert.
2006 verlegte Adams nach achtzehn Jahren Aufenthalt in Hollywood ihren Wohnort nach Biloxi, Mississippi.

## Filmografie (Auswahl)

### Als Schauspielerin
- 1977: Exorzist II – Der Ketzer (Exorcist II: The Heretic)
- 1991: Top of the Heap (Fernsehserie, 7 Folgen)
- 1992: Verducci und Sohn (Vinnie & Bobby; Fernsehserie, 7 Folgen)
- 1991–1993: Eine schrecklich nette Familie (Married with Children; Fernsehserie, 4 Folgen)
- 1993: Confusion – Sommer der Ausgeflippten (Dazed and Confused)
- 1993: Die Coneheads (Coneheads)
- 1993: Challenge – Die Herausforderung (The Program)
- 1994: 36 Tage Terror (S.F.W.)
- 1994: Sleep with Me – Liebe zu dritt (Sleep with Me)
- 1995: Mallrats
- 1996: Bud & Doyle: Total bio. Garantiert schädlich (Bio-Dome)
- 1996: Michael
- 1997: Chasing Amy
- 1998: Kein Vater von Gestern (A Cool, Dry Place)
- 1999: Big Daddy
- 2000: Beautiful
- 2000: Bruno
- 2001: Harvard Man
- 2001: Dr. Dolittle 2 (Stimme)
- 2001: Jay und Silent Bob schlagen zurück (Jay and Silent Bob Strike Back)
- 2001: Shadows of Death: Im Fadenkreuz der Mafia (In the Shadows)
- 2002: Beeper
- 2002: Grand Champion
- 2003: The Big Empty
- 2004: A Promise Kept (The Gunman)
- 2005: Veronica Mars (Fernsehserie, Folge Weapons of Class Destruction)
- 2006: Trennung mit Hindernissen (The Break-Up)
- 2007: Bunny Whipped
- 2008: Trucker
- 2009: ExTerminators
- 2010: Taras Welten (United States of Tara; Fernsehserie, 6 Folgen)
- 2010: Endure
- 2012: Art Machine
- 2013: Blue Caprice
- 2014: Switched at Birth (Fernsehserie, 5 Folgen)
- 2014: Animal
- 2015: Grey’s Anatomy (Fernsehserie, Folge Sledgehammer)
- 2015: Mulberry Stains
- 2016: All the Birds Have Flown South
- 2016–2017: Still the King (Fernsehserie, 26 Folgen)
- 2019: Jay and Silent Bob Reboot
- 2022: The L Word: Generation Q (Fernsehserie, 3 Folgen)
- 2023: The Quest for Tom Sawyer’s Gold
- 2024: Greedy People

### Hinter der Kamera
- 2006: Come Early Morning – Der Weg zu mir (Come Early Morning) – Regie und Drehbuch
- 2016: All the Birds Have Flown South - Executive Producer
- 2017: Still the King – Fernsehserie, Regie bei 2 Folgen